# Arbedo-Castione

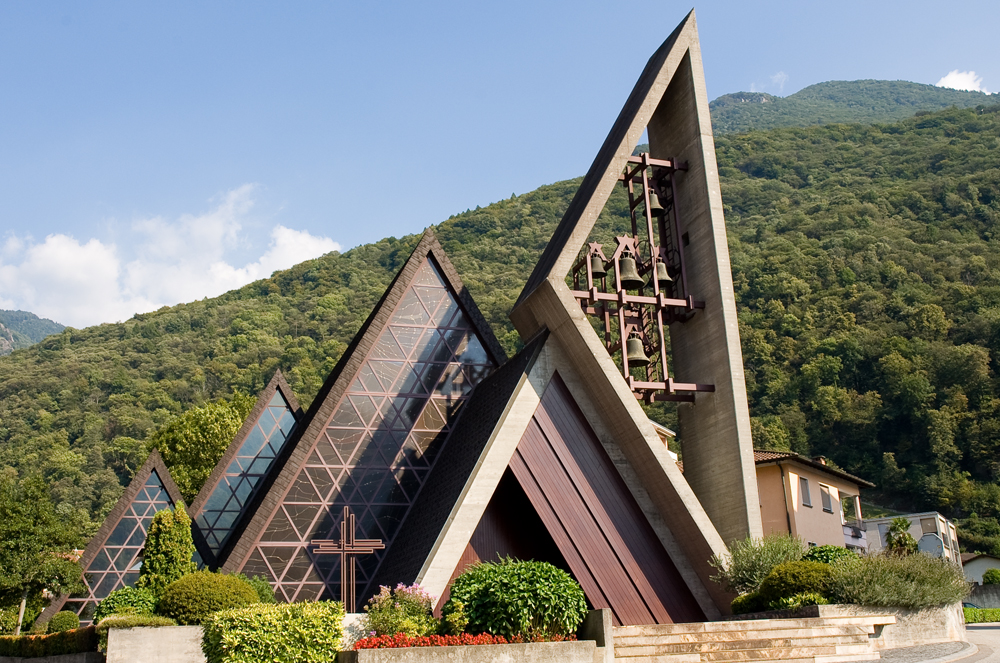
Kirche San Giuseppe

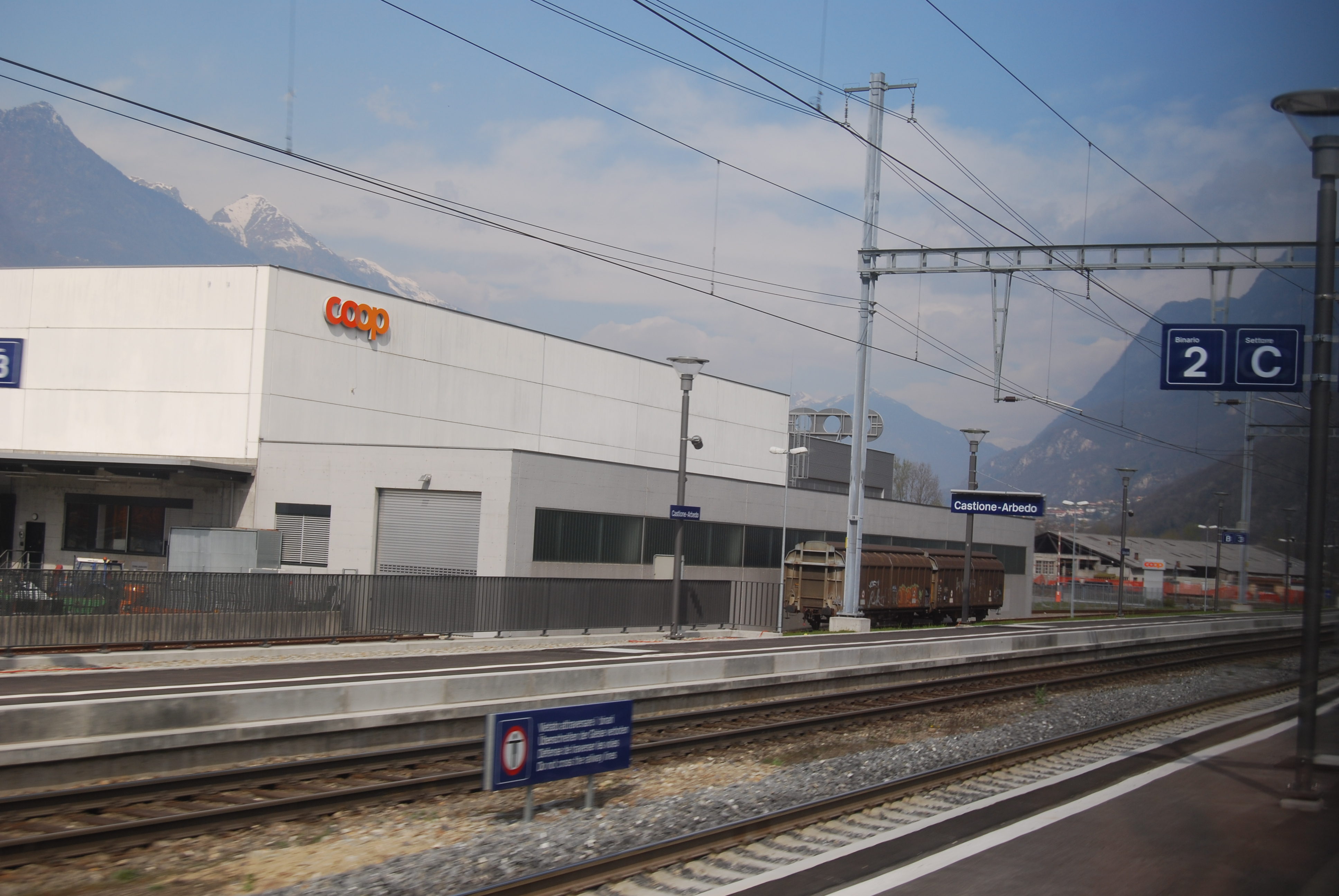
Bahnhof FFS Arbedo-Castione

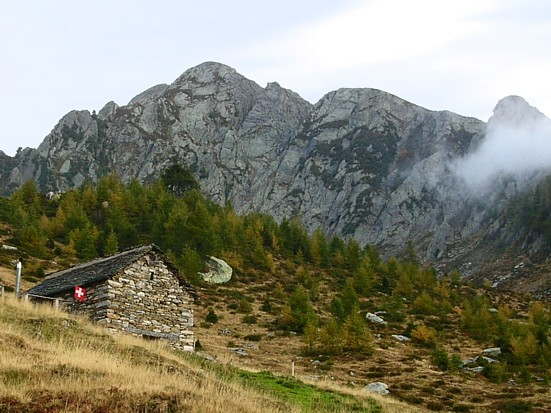
Berghütte Alpe Gesero

Arbedo, Castione, Tessin-Moesa Zusammenfluss. Historisches Luftbild von Werner Friedli (1946)

Arbedo-Castione ist eine politische Gemeinde im Schweizer Kanton Tessin. Sie gehört zum Kreis Arbedo-Castione und zum Bezirk Bellinzona und besteht aus den beiden Fraktionen Arbedo und Castione.

## Geographie
Die Gemeinde liegt auf einer Höhe von 278/280 m ü. M. Nachbargemeinden sind Bellinzona  und Lumino im Kanton Tessin sowie San Vittore und Roveredo im Kanton Graubünden.
Durchflossen wird die Gemeinde vom Tessin, von der Moesa und von der Traversagna. Ebenfalls in der Gemeinde liegt der Laghetto d’Orbello.

## Gemeindefusion
Im Jahr 1820 wurde Castione von Lumino getrennt, um mit Arbedo die neue Gemeinde Castione-Arbedo zu bilden. Der Zusammenschluss führte zu verschiedenen Streitigkeiten zwischen den wenigen Dutzend Einwohnern von Castione und Arbedo. Der Zusammenschluss beendete die Streitigkeiten nicht, im Gegenteil: Von Anfang an widersetzte sich Lumino, das einen Teil seiner Privilegien verloren sah, und ab 1840 kam es zu einer Reihe von Versuchen, Castione von Arbedo abzuspalten, die erst 1863 mit einer Vereinbarung zwischen den drei Dörfern endeten.

## Verkehr
Arbedo-Castione wird von den Linien S10 und S20 der S-Bahn Tessin angefahren und von der Treni Regionali Ticino Lombardia (TILO) bedient. Die Linie S10 wird zweimal in der Stunde von einem Zug in Richtung Bellinzona, Lugano, Chiasso und die Linie S20 zweimal in der Stunde in Richtung Bellinzona, Locarno befahren.

## Bevölkerung
Einwohnerzahlen: Volkszählungsdaten

## Sehenswürdigkeiten
- Pfarrkirche San Giuseppe[8]
- Kirche Santa Maria Assunta und Kreuzweg[8]
- Kirche San Paolo genannt „Chiesa Rossa“ mit Fresken[8]
- Gemeindezentrum (1996), Architekt: Roberto Briccola mit Fresken des Malers Nando Snozzi (1997)[8]
- Ehemaliges Wohnhaus Muggiasca (16. Jahrhundert)[8]
- Mulino Erbetta[9][8]
- Im Ortsteil Castione: Pfarrkirche Santi Gottardo und Nicolao[8]

## Persönlichkeiten
- Otto Scherri (* 22. November 1908 in Arbedo-Castione; † 2. Juli 1978 in Bellinzona), Transportunternehmer, mehrmals Präsident des Fussballclubs Bellinzona[10]